# San Pedro (Córdova)
San Pedro é um município da província de Córdova, na Argentina.